# Emily Sheppard
Emily Sheppard (20 de enero de 1988) es una atleta canadiense de pista y campo. Representó a Canadá en el Campeonato Mundial Juvenil de Atletismo de 2003. En 2003, logró el récord nacional a nivel escolar en salto largo con una marca de 1.73 metros. Fue recordista nacional a nivel juvenil en salto de altura entre 2005 y 2008 con una marca de 1.80 metros.

## Trayectoria
En 2013, compitió en Paraguay a nivel nacional, representándo el Club Sol de América, destacándose en salto de altura. Sheppard estaba comprometida con el paraguayo Matías Brizuela y comenzó a residir en Paraguay. Inició los papeleos para adquirir la nacionalidad paraguaya y dijo que su sueño era volver a competir internacionalmente. Trabajaba en Athletic Care como profesora de yoga y además es entrenadora personal.

## Campeonatos internacionales
| Año  | Competencia                | Encuentro  | Posición | Disciplina      | Récord |
| ---- | -------------------------- | ---------- | -------- | --------------- | ------ |
| 2003 | Campeonato Mundial Juvenil | Sherbrooke | 19.º     | Salto de altura | 1.70   |